# Dawson Knox
Dawson Alan Knox (Brentwood, Tennessee; 14 de noviembre de 1996) más conocido como Dawson Knox, es un jugador profesional estadounidense de fútbol americano, se desempeña en la posición de tight end en Buffalo Bills, en la National Football League (NFL).

## Carrera
Hizo su debut profesional con el equipo Buffalo Bills, lleva jugando cinco temporadas, comenzó en el 2019.